# Doggett's Coat and Badge
 (juin 2019).
Doggett's Coat and Badge est le nom de la plus ancienne course d'aviron au monde. Sur la Tamise en Angleterre, jusqu'à six compétiteurs se disputent cet honneur prestigieux, organisé chaque année depuis 1715. La course de 7 400 m se déroule sur la Tamise entre London Bridge et Cadogan Pier (en), Chelsea, passant sous un total de onze ponts en cours de route. À l’origine, elle se déroulait chaque 1er août contre la marée, dans les bateaux utilisés par les bateliers pour transporter des passagers sur la Tamise. Aujourd'hui, elle se déroule fin juillet à une date et à une heure qui coïncident avec la marée montante, sur des bateaux modernes d'aviron.